# Wokas
Wokas, glavna hrana kalifornijskih plemena Klamath i Modoc izrađena od sjemenki velikog žutog lopoča Nuphar polysepala. Sakupljao se u ljetnim mjesecima nakon obreda 'prvih plodova'. U berbi sudjeluju (kod Modoc Indijanaca) svi članovi zajednice. Čahure lopoča sakupljaju se po jezerima iz kanua i stavljaju u torbe izrađene od tule-trske i transportiraju u selo. Nakon čišćenja, sušenja i mrvljenja na mlinskom kamenu izrađivali su od njega brašno.